# زبان‌های اوتو-مانگویی
زبان‌های اوتو-مانگویی (انگلیسی: Oto-Manguean languages) یکی از خانواده‌های اصلی زبان‌ها را تشکیل می‌دهند. این زبان‌ها در بین مردم بومی آمریکای مرکزی به‌کار می‌روند.